# Qaţār
Qaţār (persiska: قطار, Qaţār Dāsh) är en ort i Iran.   Den ligger i provinsen Västazarbaijan, i den nordvästra delen av landet, 500 km väster om huvudstaden Teheran. Qaţār ligger 1 688 meter över havet och antalet invånare är 105.
Terrängen runt Qaţār är kuperad. Runt Qaţār är det ganska glesbefolkat, med 47 invånare per kvadratkilometer. Närmaste större samhälle är باروق, 16,6 km väster om Qaţār. Trakten runt Qaţār består i huvudsak av gräsmarker.